# ВВС Республики Вьетнам
ВВС Республики Вьетнам (вьет. Không lực Việt Nam Cộng hòa (KLVNCH)) — военно-воздушные силы Армии Республики Вьетнам. Просуществовали с 1955 по 1975.
Создание ВВС началось весной 1951 года, когда французские военные начали тренировать вьетнамских лётчиков. Распущены после падения Сайгона весной 1975 года. В 1974 году являлись шестыми по величине в мире.

## Техника и вооружение
В апреле 1975 года после падения Южного Вьетнама около 1100 ЛА были включены в состав ВВС Вьетнамской народной армии.
 Примерно 175 до капитуляции перелетели в Таиланд.
| Тип                       | Производство    | Назначение                       | Модификации     | Количество      | Примечания |                 |
| Боевые самолёты           | Боевые самолёты | Боевые самолёты                  | Боевые самолёты | Боевые самолёты | Боевые самолёты | Боевые самолёты |
| ------------------------- | --------------- | -------------------------------- | --------------- | --------------- | --- | --------------- |
| A-1 Skyraider             | США             | ударный                          | A-1E            | 313             | брошены; несколько из них перелетели в Таиланд |                 |
| Northrop F-5              | США             | истребитель                      | F-5A/E          | 191             | |                 |
| A-37 Dragonfly            | США             | ударный                          | A-37B           | 254             | брошены |                 |
| AC-47 Spooky              | США             | огневая поддержка / ударный      |                 | 23              | брошены; несколько из них перелетели в Таиланд |                 |
| Транспортные самолёты     |                 |                                  |                 |                 | |                 |
| O-1 Bird Dog              | США             | разведывательный                 |                 | 319             | брошены |                 |
| Douglas C-47              | США             | транспортный / общего назначения |                 | 140             | брошены; 17 перелетели в Таиланд |                 |
| Cessna U-17A              | США             | транспортный / общего назначения |                 | 100             | брошены; 14 перелетели в Таиланд |                 |
| Fairchild C-119           | США             | транспортный                     | C-119G          | 90              | |                 |
| C-130 Hercules            | США             | транспортный                     | C-130B          | 34              | |                 |
| C-123 Provider            | США             | транспортный                     | C-123B/K        | 54              | |                 |
| de Havilland Canada DHC-4 | Канада          | транспортный                     | C-7A            | 55              | |                 |
| Вертолёты                 |                 |                                  |                 |                 | |                 |
| Bell UH-1                 | США             | общего назначения                | UH-1H           | 355             | не менее 45 из числа приземлившихся на американские корабли были сброшены за борт чтобы освободить посадочные площадки для остальных вертолётов:118, 54 перелетели в Таиланд — 45 отправлены в США, 9 подарены Таиланду |                 |
| Sikorsky H-19 Chickasaw   | США             | общего назначения / транспортный |                 | 11              | |                 |
| Sikorsky H-34             | США             | общего назначения / транспортный |                 | 223             | |                 |
| Boeing CH-47              | США             | транспортный / общего назначения | CH-47A          | 70              | Брошены; несколько из них перелетели в Таиланд. По крайней мере 1 приземлился на американский корабль и был сброшен за борт:118.                                                                                        |                 |
| Учебные самолёты          |                 |                                  |                 |                 | |                 |
| Cessna T-37               | США             | учебный                          |                 | 24              | |                 |
| Cessna T-41               | США             | учебный                          |                 | 42              | |                 |
| North American T-28       | США             | учебный                          |                 | 75              | |                 |